# Kevin Alfred Strom

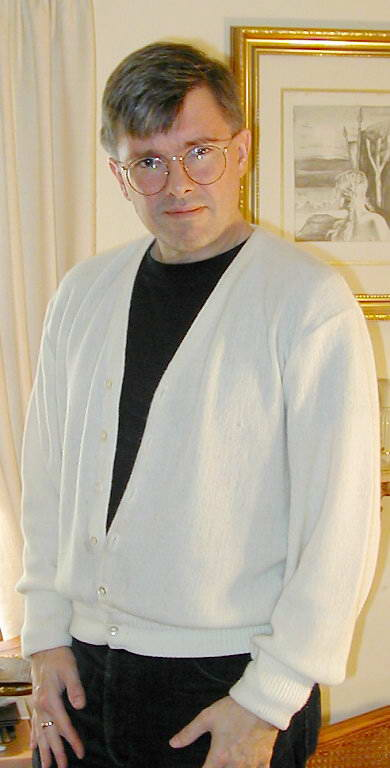
Kevin Alfred Strom

Kevin Alfred Strom (Anchorage, Alaska, 1956) is voormalig directeur van de National Vanguard. Strom nam ontslag in juli 2006. National Vanguard werd daarop ontbonden. In 2008 pleitte Strom schuldig na betrapt te worden op het bezit van kinderpornografie. Hij bracht 23 maanden in de gevangenis door.

## Biografie
Strom is geboren in Anchorage in de Amerikaanse staat Alaska. Strom is getrouwd geweest met Kirsten Kaiser en ze kregen samen drie kinderen. Het huwelijk eindigde op een echtscheiding. Kirsten Kaiser schreef een boek over haar huwelijk met Strom genaamd The Bondage of Self. 
Kevin Alfred Strom werd in 1982 lid van de National Alliance, een groep die bekendstaat om haar antisemitische, racistische en neonazistische standpunten. In 2005 werd hij uit deze beweging gezet vanwege een conflict met de leiders van de groep. Vervolgens richtte hij de National Vanguard op waarmee hij een internetradio-uitzending startte.
Op 4 januari 2007 werd Strom gearresteerd wegens bezitting van kinderpornografie en getuigenvervalsing. Later werd daar ook nog een seksuele relatie met een 10-jarig meisje aan toegevoegd hoewel deze aanklacht later door de rechter verworpen werd. Strom werd vrijgelaten op 3 september 2008. Hij staat nog tot 2023 onder toezicht.